# Schlacht von Naseby
In der Schlacht von Naseby (England) kämpfte am 14. Juni 1645 die Parlamentsarmee (Roundheads) unter dem Befehl von Sir Thomas Fairfax und Oliver Cromwell gegen die königliche Armee unter dem Befehl von König Charles I. in der letzten großen Entscheidungsschlacht des englischen Bürgerkrieges.
Es kämpften etwa 13.000 Roundheads gegen etwas mehr als 7.000 Königliche. Beide Armeen setzten sich aus Freiwilligen und Söldnern zusammen. Oliver Cromwell nutzte hier den Aufbau seiner schlagkräftigen Kavallerie aus, die konsequent gedrillt war und modernste Waffen besaß. Außerdem hatte er erheblich mehr Soldaten zur Verfügung.
Die Formationen glichen sich: Die Hauptmacht, die aus Pikenieren, Armbrustschützen und Musketieren bestand, befand sich im Zentrum. Die Kavallerie war an den Flanken postiert, hinter der Schlachtlinie waren einige Geschütze sowie die Versorgungszüge aufgestellt.

## Verlauf
Die parlamentarische Armee besetzte eine etwa 3,2 km lange Front. Sie überragte auf der rechten Seite die royalistische Linke, wobei die eigene linke Flanke, wie ebenso die rechte Seite der Royalisten auf den Sulby Hedges ruhte. Kurz bevor die Royalisten ihren Reiterangriff begannen, sandte Cromwell ein Dragoner-Regiment unter Oberst John Okey in die Sulby Hedges, wo sie bald erfolgreich die Flanke von Ruperts Kavallerie bedrohte. Die zahlenmäßig unterlegene königliche Kavallerie unter Prince Rupert stieß um 10:00 Uhr vormittags gegen die linke Flanke der New Model Army unter General Henry Ireton vor und konnte diese fast bis zum Versorgungszug zurückdrängen. Allerdings wurde dessen Verteidigung durch einige Brigaden der Infanterie unterstützt und konnte sich halten.
Gleichzeitig griff Cromwell, dessen Kavallerieschwadronen Teil des rechten Flügels von Fairfax waren, den linken Flügel des Königs an, der sich aus Kavalieren aus den nördlichen Grafschaften unter dem Kommando von Sir Marmaduke Langdale zusammensetzte. Kurz darauf kam auch die Infanterie, die von Generalmajor Phillip Skippon kommandiert wurde ins Gefecht. Cromwell hatte am rechten Flügel der Parlamentsarmee nicht nur mehr Soldaten zur Verfügung, sondern diese hatten auch die größere Kampfkraft, so dass er die vorderen Brigaden des Gegners zurückdrängen konnte und die hinteren Einheiten der Infanterie von der Seite angriff. Dadurch schwächte seine Kavallerie das Zentrum der königlichen Truppen stark. Er konnte sogar kehrtmachen und der eigentlich erfolgreichen königlichen Kavallerie überraschend in den Rücken fallen und somit die Schlacht für sich entscheiden.
Neben mehr als 5.000 Gefangenen wurde die unbedeutende Artillerie erbeutet. Wichtiger jedoch war, dass der König floh und sich bald darauf den Schotten ergab.

## Trivia
In der britischen Krimi-Serie "Inspector Barnaby" handelt die Episode "Du bist tot!" von zwei benachbarten Familien, die seit der Schlacht von Naseby – also seit bald vierhundert Jahren – miteinander verfeindet sind.